# Olympisch Stadion (Tianjin)
Het Olympisch Stadion van Tianjin is een stadion in de Chinese stad Tianjin. Het stadion was een van de voetbalstadions voor de Olympische Zomerspelen in 2008 in Peking. Verder was het een van de stadions voor het wereldkampioenschap voetbal voor vrouwen in 2007.